# 南俊行
南 俊行（みなみ としゆき、1958年4月6日 - ）は、日本の総務官僚。総務省情報流通行政局長、内閣官房内閣審議官兼郵政民営化推進室長を経て、NTTドコモ副社長執行役員CRO。

## 人物・経歴
兵庫県神戸市生まれ。甲陽学院中学校・高等学校を経て、1982年東京大学法学部卒業、郵政省入省。2012年総務省大臣官房審議官（情報流通行政局担当）。2014年総務省政策統括官（情報通信担当）。2016年総務省情報流通行政局長。2017年内閣官房内閣審議官（内閣官房副長官補付）、内閣官房郵政民営化推進室長、郵政民営化委員会事務局長。2019年東京海上日動火災保険顧問、日本ITU協会理事長。2020年NTTドコモ常務執行役員 サステナビリティ推進担当。2022年NTTドコモ副社長執行役員（CRO）。